# Lagruère
Lagruère é uma comuna francesa na região administrativa da Nova Aquitânia, no departamento Lot-et-Garonne. Estende-se por uma área de 9,91 km². Em 2010 a comuna tinha 334 habitantes (densidade: 33,7 hab./km²).